# Double Platinum
För filmen med Diana Ross och Brandy i huvudrollerna, se Double Platinum (film)
Double Platinum är ett samlingsalbum med KISS, släppt den 2 april 1978.
Innehåller en nyinspelning av låten "Strutter".

## Låtförteckning
Sida 1
1. Strutter '78                     (3:41) - Stanley/Simmons
2. Do You Love Me?                  (3:33) - Fowley/Ezrin/Stanley
3. Hard Luck Woman                  (3:24) - Stanley
4. Calling Dr. Love                 (3:20) - Simmons
5. Let Me Go, Rock 'N Roll          (2:15) - Stanley/Simmons

Sida 2
1. Love Gun                         (3:27) - Stanley
2. God Of Thunder                   (4:30) - Stanley
3. Firehouse                        (3:20) - Stanley
4. Hotter Than Hell                 (3:30) - Stanley
5. I Want You                       (3:02) - Stanley

Sida 3
1. Deuce                            (3:02) - Simmons
2. 100,000 Years                    (3:24) - Stanley/Simmons
3. Detroit Rock City                (4:26) - Stanley/Ezrin
4. Rock Bottom (Intro)              (0:51) - Frehley
5. She                              (4:34) - Simmons/Coronel
6. Rock And Roll All Nite           (2:45) - Stanley/Simmons

Sida 4
1. Beth                             (2:45) - Criss/Penridge/Ezrin
2. Makin' Love                      (3:12) - Stanley/Delaney
3. C'mon And Love Me                (2:54) - Stanley
4. Cold Gin                         (4:31) - Frehley
5. Black Diamond                    (4:14) - Stanley

## Medverkande
- Gene Simmons - elbas/sång
- Paul Stanley - gitarr/sång
- Ace Frehley - gitarr
- Peter Criss - trummor/sång